# Centrale nucleare di Kori
La centrale nucleare di Kori (in Coreano: 고리원자력발전소, in Hanja: 古里原子力發電所), è una centrale nucleare sudcoreana situata presso la città di Kori nella provincia di Pusan; il complesso energetico è composto da due sezioni, di cui Kori è la sezione originaria.
L'impianto è composto da 4 reattori PWR americani per 3.227 MW totali.